# Rachel Kitsita
 (septembre 2024).
Rachel Kitsita Ndongo est une journaliste congolaise et directeur général du groupe des médias Actu 30.

## Biographie
Née le 10 avril 1983 à Kikwit dans l'ancienne province de Bandundu, Elle est titulaire d’un diplôme de graduat en science de l'information et de la communication de l’UNISIC.

### Famille et scolarité
Originaire du Kwango, Rachel Kitsita est fille de Christophe Kitsita, médecin et de Louise Mabaya, commerçante. Elle est l'ainée de la famille, célibataire et mère d'un garçon.
Elle effectue ses études maternelles à Bandundu ville, les études primaires à Kikwit pour les achever et obtenir son certificat à Kinshasa. En 1995, elle intègre le Lycée Sainte Germaine de Ndjili quartier 7 et décroche son diplôme d'état en Commerciale et administrative en 2001.
Elle poursuit ses études de journalisme à l'UNISIC et obtient le titre de Gradué en science de l'information et communication en 2005.

## Carrière de journaliste
Avec un parcours professionnel de 16 ans, elle a commencé sa carrière comme stagiaire professionnelle à la chaine de télévision Numérica. Retenue par la rédaction, elle a travaillé pendant 13 ans. En 2016, elle a fait la rencontre de Patient Ligodi qui venait de lancer Actualité.cd. Elle combine son travail chez Numérica avec des articles qu’elle envoie à Actualité.cd. Elle est également dans un projet de radio chez Internews (Vox Congo).
En 2018, après sa démission chez Numérica, elle crée Actu 30 et en est directrice générale.
En 2024, elle est élue trésorière générale de l'UNPC après publication des résultats le 20/09/2024,,.